# Lijst van beschermd erfgoed in Fleurus
Onderstaande tabel geeft een overzicht van de beschermde erfgoederen in de gemeente Fleurus. Het beschermd erfgoed maakt deel uit van het cultureel erfgoed in België.
| Object                                       | Bouwjaar/architect | Deelgemeente | Adres          | Coördinaten                  | Nummer?                | Afbeelding                                   |
| -------------------------------------------- | ------------------ | ------------ | -------------- | ---------------------------- | ---------------------- | -------------------------------------------- |
| Kerk Saint-Barthélemy, uitgezonderd de toren |                    | Heppignies   | Rue du Bas     | 50° 29' 6" NB, 4° 29' 34" OL | 52021-CLT-0001-01 Info | Kerk Saint-Barthélemy, uitgezonderd de toren |
| Kapel Saint-Roch, waaronder meubilair        |                    | Fleurus      | Rue Saint-Roch | 50° 29' 1" NB, 4° 32' 30" OL | 52021-CLT-0002-01 Info |                                              |